# Contea di Narrandera
La contea di Narrandera è una Local Government Area che si trova nel Nuovo Galles del Sud. Essa si estende su una superficie di 4.116 chilometri quadrati e ha una popolazione di 6.280 abitanti. La sede del consiglio si trova a Narrandera.